# 海德瑙 (下萨克森州)
海德瑙（德語：Heidenau，發音：[ˈhaɪdənaʊ] ⓘ）是德国下萨克森州哈尔堡县的市镇，面积38.9平方千米，2023年12月31日人口为2,365人。